# Acte de graduació

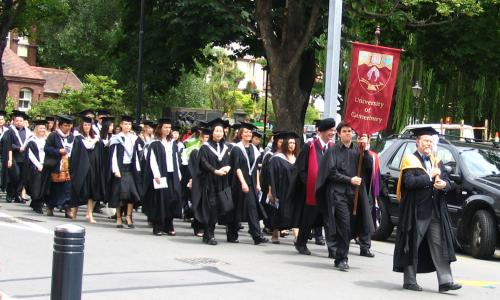
Universitat de Canterbury.

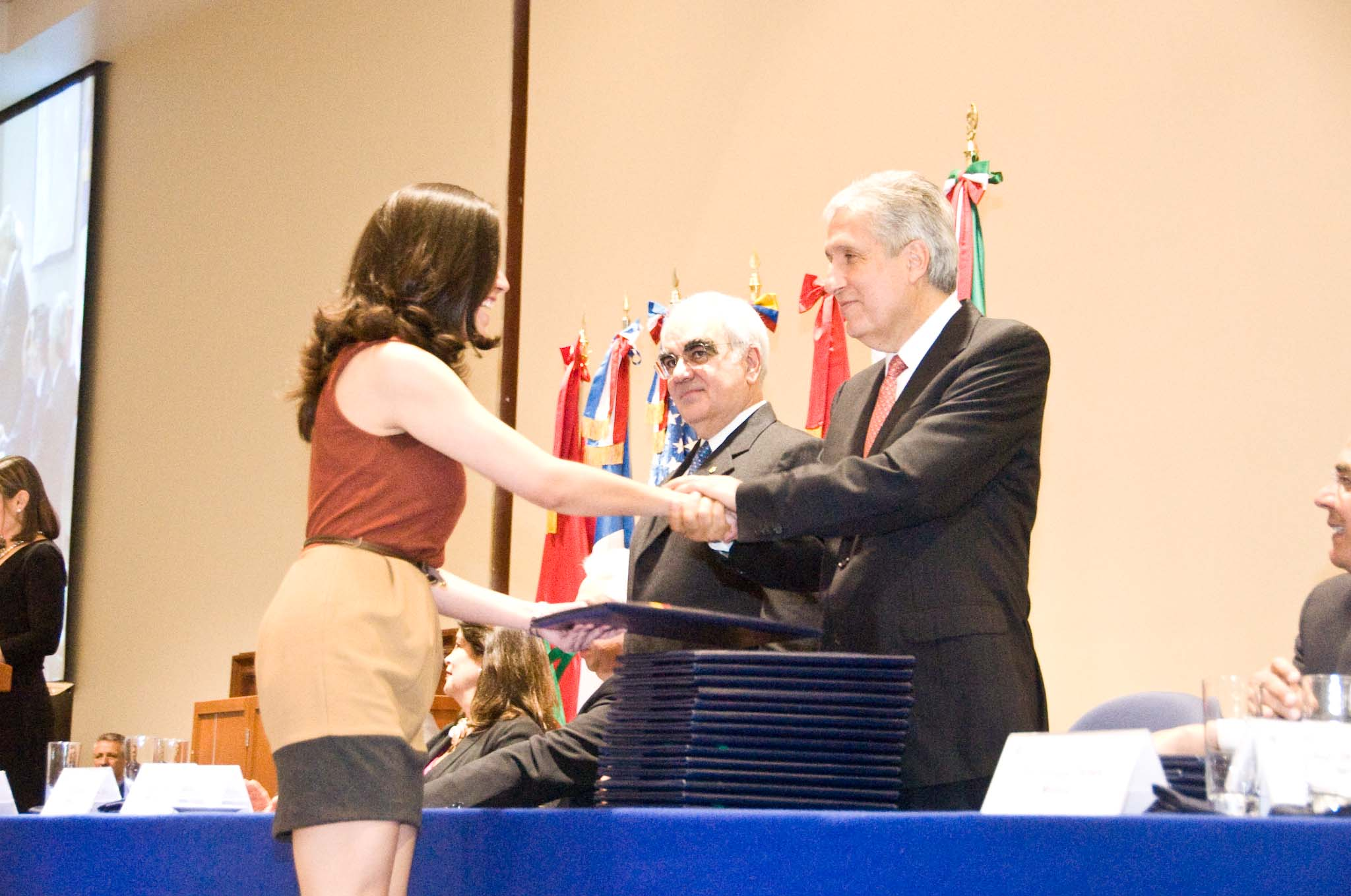
Tec CCM (Mèxic).

Acte de graduació és la cerimònia oficial que clausura el curs escolar i serveix de reconeixement als estudiants que, al llarg d'ell, han completat els requisits acadèmics d'un pla d'estudis (habitualment una llicenciatura o un grau acadèmic) i, per tant, s'han fet mereixedors del títol acadèmic que atorgui la institució d'ensenyament on ho han desenvolupat (pròpiament, una universitat, encara que és molt habitual que facin cerimònies semblants les institucions d'ensenyament mitjà i fins i tot d'ensenyament primari). Independentment del seu origen en la universitat medieval europea, tals cerimònies, i els festejos associats a elles (ball de graduació o festa de graduació -prom, de promenade-), s'han convertit en un tòpic de la cultura popular nord-americana, on antropològicament compleix la funció d'un ritu de pas, difós extensivament en pel·lícules i sèries de televisió (fins i tot remarcant els seus aspectes ridículs o problemàtics -Carrie-), i s'imita en la resta del món.: A.U:. Mèxic
L'acte compta amb la presència de les autoritats acadèmiques i en general està presidit pel rector o director, que pot convidar a una personalitat rellevant de la vida social i cultural a fi que actuï de padrí de la promoció i pronunciï un discurs (commencement speech). En la tradició anglosaxona, l'estudiant que ha obtingut la segona millor qualificació (salutatorian) dona un discurs inicial o salutació (salutatio) i l'estudiant que ha obtingut la millor qualificació (valedictorian) dona el discurs final o comiat (valedicto).
Com a música per a l'ocasió pot emprar-se l'himne universitari Gaudeamus igitur, encara que als Estats Units el recurs a Pompa i circumstància com marxa procesional és tan freqüent que és conegut com a "himne de graduació" (des del 28 de juny de 1905, quan Edward Elgar va rebre el doctorat honoris causa per Yale).
És molt usual que els assistents vesteixin la tradicional indumentària acadèmica.

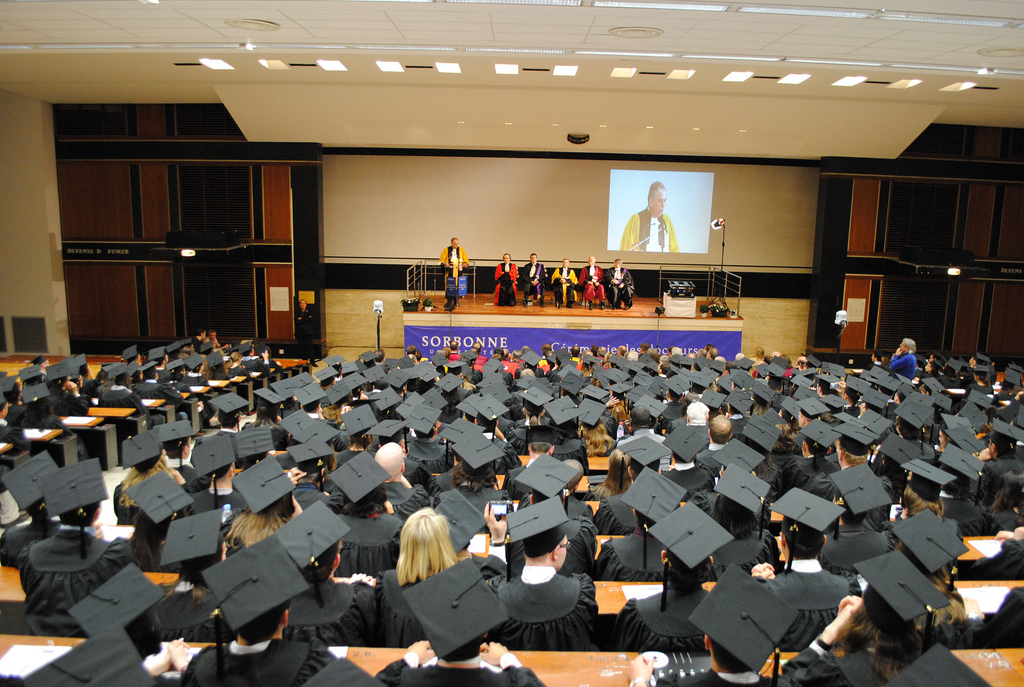
Cerimònia de lliurament de doctorats en la Sorbona.
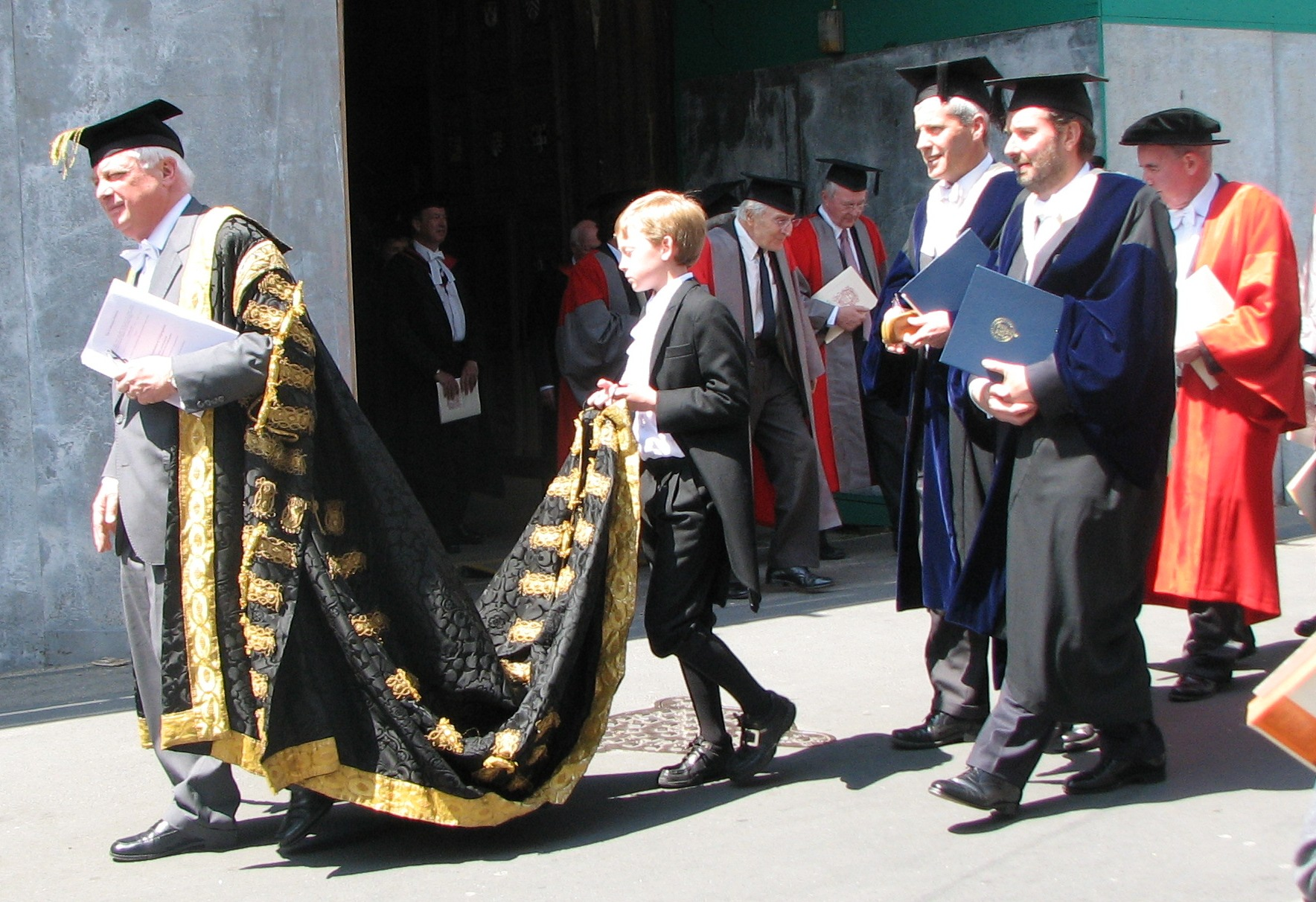
Encaenia a Oxford.